# モラクセラ・クニクリ
モラクセラ・クニクリ（Moraxella cuniculi）は、プロテオバクテリア門ガンマプロテオバクテリア綱シュードモナス目モラクセラ科モラクセラ属の種の一つであり、ドイツにてウサギの口腔粘膜から単離されたグラム陰性細菌である。